# 428259 Laphil
428259 Laphil è un asteroide della fascia principale. Scoperto nel 2007, presenta un'orbita caratterizzata da un semiasse maggiore pari a 2,5488153 au e da un'eccentricità di 0,2726960, inclinata di 12,10342° rispetto all'eclittica.